# Junkers J 7
Junkers J 7 – niemiecki samolot myśliwski zbudowany w 1917 w zakładach Junkersa, który pozostał w fazie prototypu.

## Historia
Po zarzuceniu prac nad modelem J3 w 1916, od nowa zaczęto projektować jednomiejscowy samolot myśliwski, planując budowę modelu J5. Do zbudowania go jednak nie doszło, dlatego ułożono plany produkcji niewielkiego górnopłatu J6, co również zarzucono. Powstał natomiast prototyp dolnopłata, który otrzymał nazwę J7. 
Był jednomiejscowym myśliwcem, zbudowanym z duraluminium. Pierwszy lot odbył się w dniach 17 - 18 września 1917. Nie spełnił jednak oczekiwań konstruktorów i został poddany wielu modyfikacjom. Przerobiono m.in. lotki, podwozie i chłodnicę. Po tych zmianach przeszedł pozytywnie testy produkcyjne.
Na przełomie stycznia i lutego 1918 samolot został zaprezentowany w trakcie lotu pokazowego na lotnisku Johannisthal / Adlershof k. Berlina przed władzami wojskowymi. Dowódcy chcieli porównać jednocześnie osiągi dwóch maszyn: Junkersa i Fokkera. Jednak pilot prowadzący J7 rozbił go podczas lądowania i wojskowi odrzucili ofertę Junkersa. Kolejnego egzemplarza J7 już nie zbudowano. Doświadczenie zdobyte przy tej konstrukcji wykorzystano przy budowie modelu J9 (dlatego też czasem oba modele traktuje się łącznie).
Maszyna wykazywała się dobrymi osiągami, wysoką prędkością oraz szybkim przyspieszeniem, dzięki niskiej masie własnej.